# Asiohahnia spinulata
Asiohahnia spinulata är en spindelart som beskrevs av S. V. Ovtchinnikov 1992. Asiohahnia spinulata ingår i släktet Asiohahnia och familjen panflöjtsspindlar. Inga underarter finns listade.